# Moritz Wulf Lange
Moritz Wulf Lange (* 1971 in Hamburg, auch unter seinem Pseudonym Melchior Hala gelistet) ist ein deutscher Hörspiel- und Romanautor.

## Leben
Nach dem Studium der Islamwissenschaft, Judaistik, Germanistik und Geschichte und einem Abschluss M. A. in Neuere Deutsche Literatur, Linguistik und Geschichte begann er seit 1999 zunächst die Arbeit an einem Wörterbuch zum Wortschatz des Dichters Paul Celan (unvollendet) und als Volkshochschul-Dozent für Kreatives Schreiben. Seit 2001 arbeitet er ausschließlich als Autor, zunächst für Hörspielbearbeitungen, danach als Autor von Kinderhörspielen. Von 2003 bis 2009 schrieb er unter dem Pseudonym Melchior Hala eine Adaption des Hauptwerks von Edgar Allan Poe als Hörspiel-Serie; 2007 folgte die Veröffentlichung des Romans zur Serie unter dem Titel „Lebendig begraben“. 2009 war die Veröffentlichung des Romans „Kleine Aster“. Seit 2018 hat Moritz Wulf Lange sich verstärkt dem Haiku zugewandt. Er veröffentlichte Haiku in Deutschland, Österreich und Japan sowie  verschiedene Beiträge zur Geschichte des deutschsprachigen Haiku.

## Werke (Auswahl)
- Lebendig begraben. Roman. 2007. (Unter dem Pseudonym Melchior Hala).
- Kleine Aster. Roman. 2009.
- Kalter Abgrund. Roman. 2010.
- Personenlexikon zur deutschsprachigen Haiku-Dichtung. 2024.

## Hörspiele
- Wozu ist der Regen da? Kindergeschichte in der Reihe "Ohrenbär". rbb, 2017.
- Totholz. Krimi-Originalhörspiel. Ursendung 8. Mai 2010 auf WDR 5.
- Opa Draculas Gutenachtgeschichten. Kinder-Hörspielserie (zehn Folgen).
- Edgar Allan Poe. Hörspiel-Serie (37 Folgen).
- Der Glöckner von Notre Dame. Hörspielbearbeitung nach dem gleichnamigen Roman von Victor Hugo.
- Hörspielbearbeitungen nach den gleichnamigen Romanen von Henning Mankell, darunter
  - Der Mann, der lächelte
  - Die Brandmauer
  - Hunde von Riga
  - Die weiße Löwin
  - Mörder ohne Gesicht
  - Die Pyramide
  - Wallanders erster Fall